# Kranhubschrauber

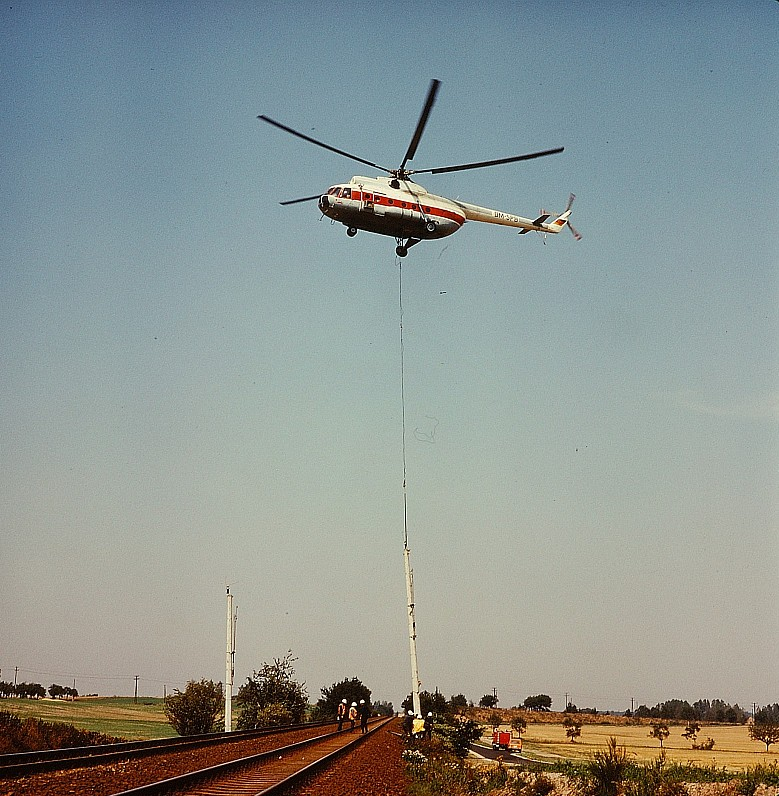
Elektrifizierung von Bahnstrecken mit einer für den Kranbetrieb ausgerüsteten Mi-8

Kranhubschrauber oder Fliegende Kräne sind Hubschrauber, die für die Aufnahme von Außenlasten und deren Verladung ausgerüstet sind und über die Möglichkeit einer verbesserten Außenlastbeobachtung verfügen. Flüge mit diesen Hubschraubern werden als Lastenflüge bezeichnet.
Speziell als Kranhubschrauber ausgerüstete Maschinen wie die Sikorsky S-64 und auch die Mil Mi-10 verfügen über einen Führersitz, der in Richtung der Last geschwenkt werden kann, um diese während der Bewegung besonders gut beobachten zu können. Dabei wird der Hubschrauber durch einen besonderen Autopiloten stabilisiert und verhält sich wie eine starre Plattform.
Ein weiteres wichtiges Ausstattungsmerkmal ist eine starke Seilwinde.
Der speziell für den Außenlasttransport entworfene Kaman K-Max wird häufig für den Transport von Baumstämmen aus unzugänglichen Gebieten eingesetzt.
Ein weiterer Kranhubschrauber ist der Mil Mi-32, der jedoch nicht in die Serienproduktion ging.

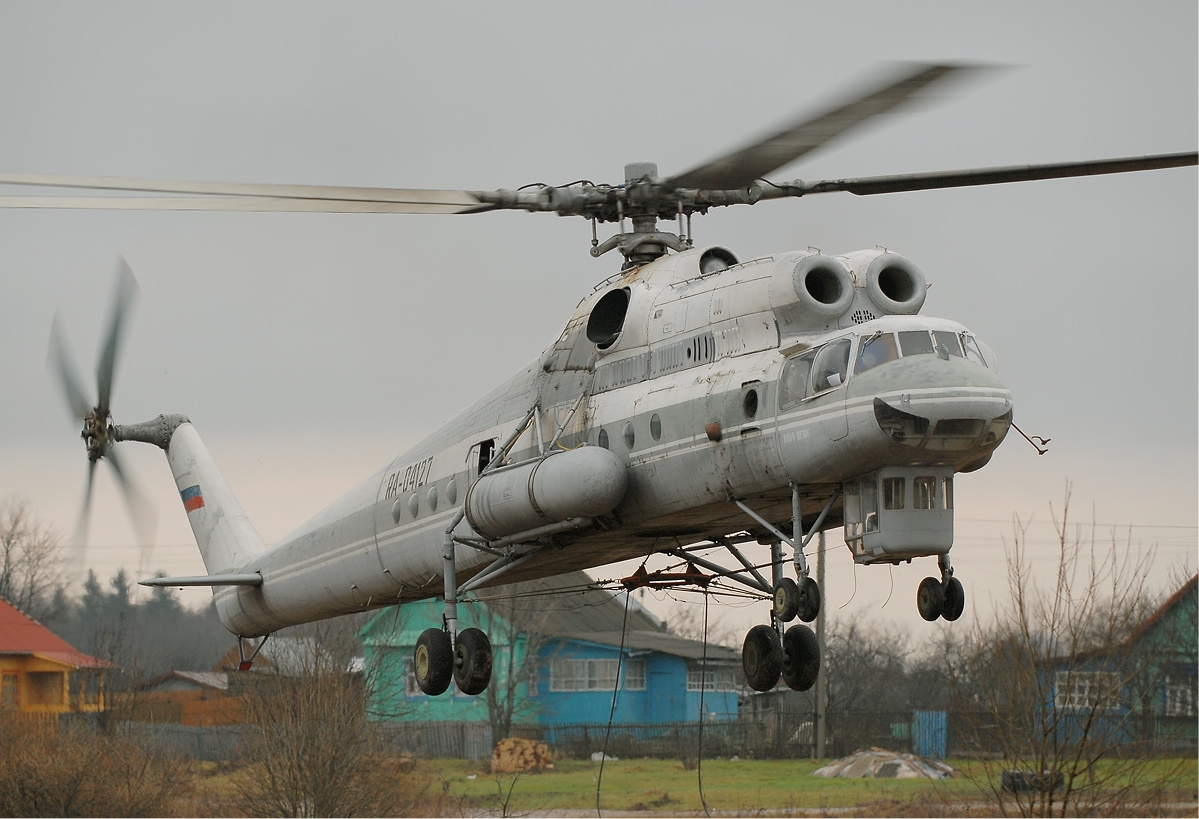
Mi-10K
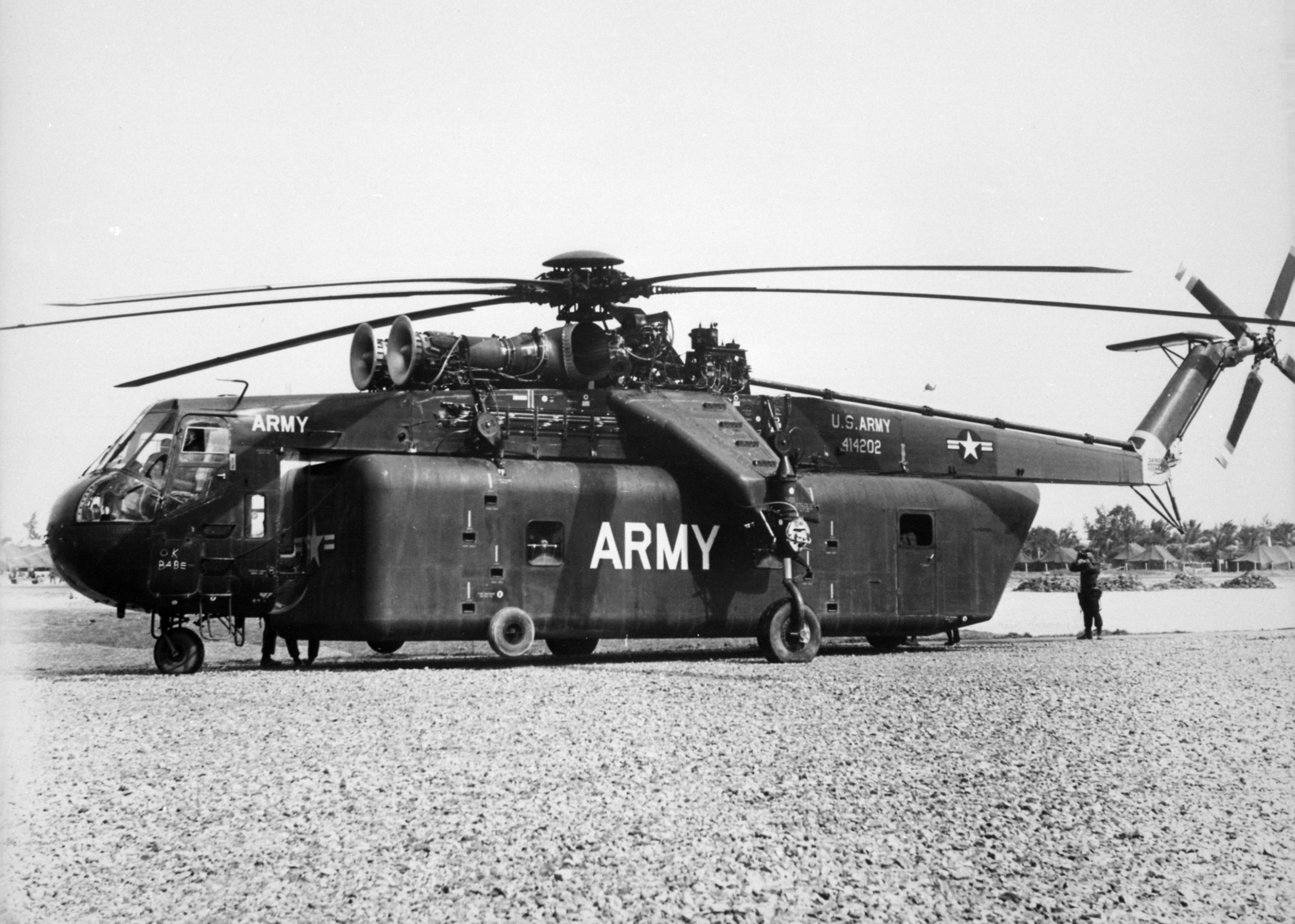
CH-54A Tarhe der US-Armee in Vietnam (1960)
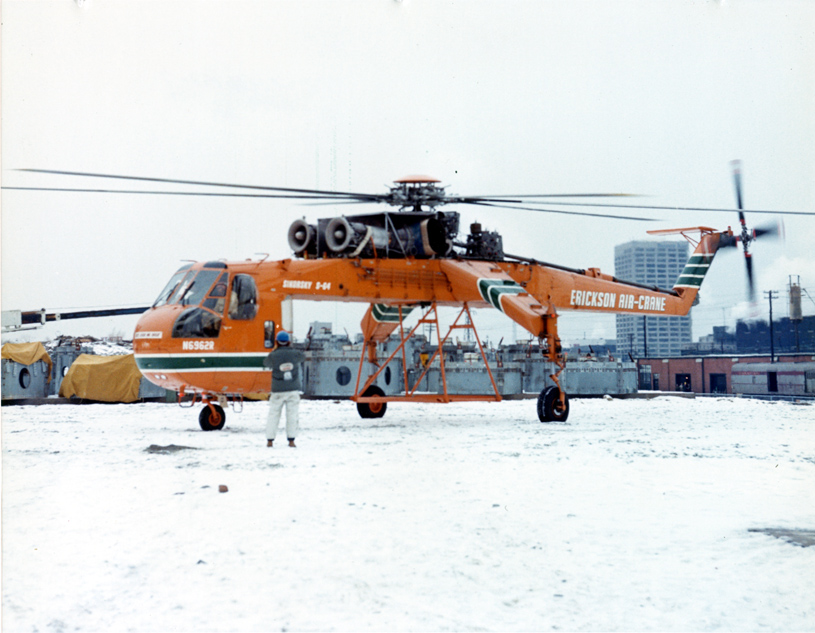
Sikorsky S-64/Erickson Skycrane
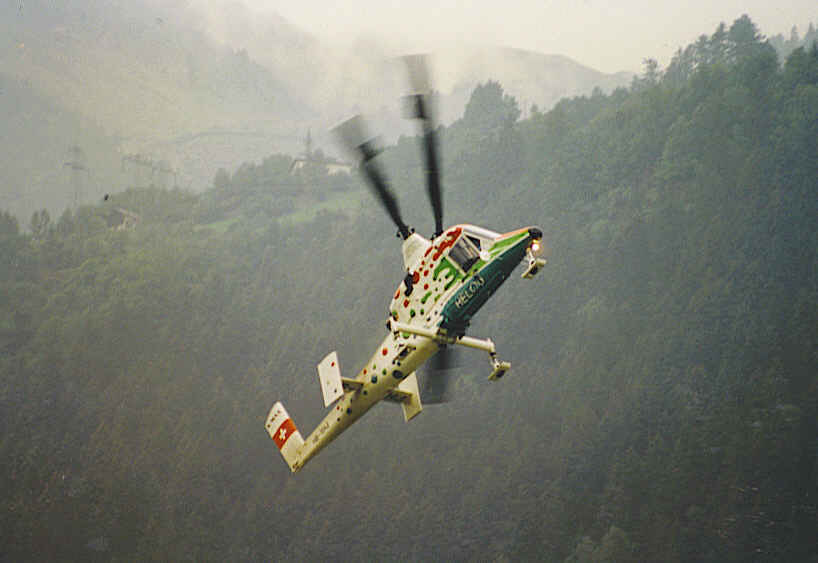
Kaman K-Max